# Hexatoma palomarensis
Hexatoma palomarensis là một loài ruồi trong họ Limoniidae. Chúng phân bố ở miền Tân bắc.